# Kleine Renne

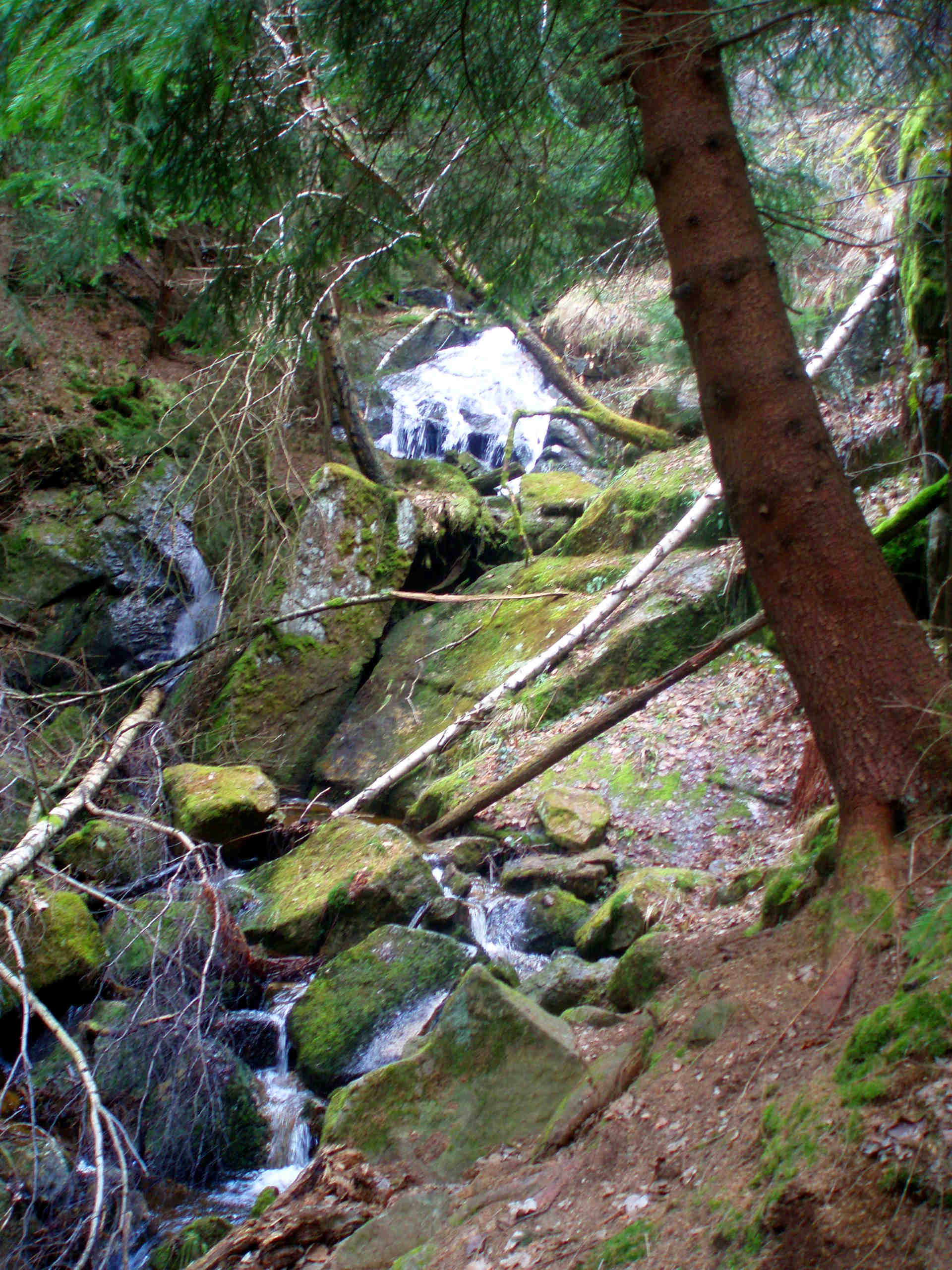
An der Kleinen Renne

Die Kleine Renne ist eine als Naturdenkmal ausgewiesene, kleine und vom Bach Kleine Renne durchflossene Nebenschlucht der Steinernen Renne bei Hasserode im Mittelgebirge Harz im Landkreis Harz, Sachsen-Anhalt.

## Geografische Lage
Die Kleine Renne liegt im Naturpark Harz/Sachsen-Anhalt. Sie erstreckt sich westsüdwestlich des Wernigeröder Stadtteils Hasserode in einem bewaldeten Talabschnitt der Kleinen Renne zwischen dem Großen Birkenkopf (664,1 m) im Westen, dem Kleinen Birkenkopf (590,8 m ü. NN) im Nordwesten, dem Bielstein (ca. 525 m) im Nordosten und dem Höhenzug Hippeln mit dem Kontorberg (556,1 m) im Südosten.
Der gleichnamige Bach Kleine Renne verläuft hier mit zahlreichen kleinen Wasserfällen über viele Granitfelsen hinunter in das Tal der Holtemme, die dort ihrerseits durch die Schlucht Steinerne Renne fließt. Die Einmündung in die Holtemme liegt auf 395 m Höhe.

## Wandern
Ein markierter Wanderweg, der zu Beginn der 1990er Jahre wieder reaktiviert wurde, verläuft unmittelbar im Tal der Kleinen Renne steil aufwärts und trifft auf die frühere Fahrstraße zum Waldgasthaus und Hotel Steinerne Renne.